# Вовина, Варвара Гелиевна
Варва́ра Ге́лиевна Во́вина (урожд. Чуракова, в публикациях Вовина-Лебедева; род. 7 апреля 1961; Ленинград, СССР) — советский и российский историк, доктор исторических наук, ведущий научный сотрудник Санкт-Петербургского института истории РАН.

## Биография
В 1978 году поступила на исторический факультет Ленинградского государственного университета, который окончила в 1984 году. С августа по октябрь того же года — сотрудник отдела рукописей и рукописных книг Государственной публичной библиотеки им. Салтыкова-Щедрина. С октября 1984 по 1987 год обучалась в аспирантуре Ленинградского отделения Института истории СССР; научный руководитель В. М. Панеях. С декабря 1987 года по нынешнее время работает в ЛОИИ АН СССР (с 1992 — Санкт-Петербургский филиал Института российской истории РАН, с 2000 — Санкт-Петербургский институт истории РАН).
В 1988 году защитила диссертацию на соискание учёной степени кандидата исторических наук по теме «Новый летописец. Источниковедческое исследование» (специальность 07.00.09. Историография, источниковедение и методы исторического исследования). С 1992 года — научный сотрудник Санкт-Петербургского филиала ИРИ РАН, с того же 1992 по 1994 год занимала должность учёного секретаря отдела древней истории. С 1994 года — старший научный сотрудник СПбФ ИРИ РАН.
В 1993—2005 годах преподавала в Санкт-Петербургском университете иудаики, в 1995—2000 — в Санкт-Петербургском университете культуры, в 1996—1998 — на факультете истории Европейского университета в Санкт-Петербурге, в 2007—2013 — на кафедре истории, философии и культурологии Санкт-Петербургского технологического университета растительных полимеров.
В 2012 году защитила докторскую диссертацию на тему «Школы исследования русского летописания. XIX — середина XX вв.» С 2013 года — ведущий научный сотрудник Санкт-Петербургского института истории РАН. С января 2018 года — и. о. заместителя директора по научной работе, а с июня 2019 — заместитель директора по научному сотрудничеству СПбИИ РАН. Входит в состав редколлегии сборника «Вспомогательные исторические дисциплины».
Была замужем за японистом А. В. Вовиным (1961—2022), от этого брака в 1982 году родился сын Алексей — историк. Второй муж — историк С. К. Лебедев (род. 1956), двое сыновей от второго брака.

## Награды
- Премия Европейской Академии за серию статей о позднем русском летописании (1993)
- Премия Фонда памяти митрополита Московского и Коломенского Макария (Булгакова) за книгу «Новый летописец. История текста» (2005)